# Баево (Западнодвинское сельское поселение)
Баево — деревня в Западнодвинском районе Тверской области. Входит в состав Западнодвинского сельского поселения.

## История

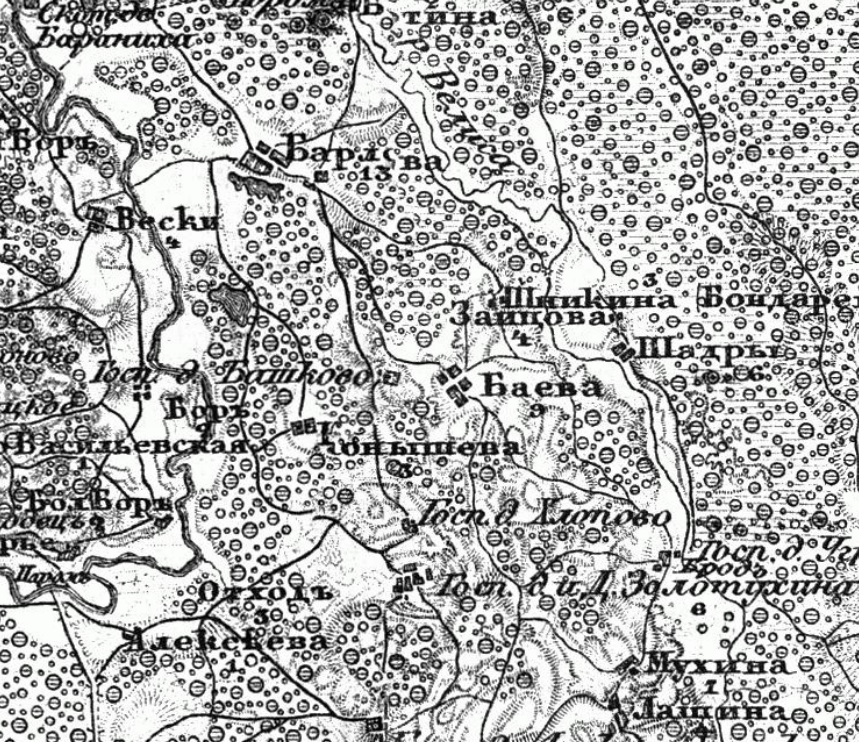
Деревня Баево (в центре) на карте конца 19 века.

На топографической карте Фёдора Шуберта 1867—1901 годов обозначена деревня Баева. Имела 9 дворов.
На карте РККА 1923—1941 годов обозначена деревня Баево. Имела 27 дворов.
По состоянию на 1997 год в Баеве имелось 65 хозяйств и проживало 192 человека. В деревне располагалась центральная усадьба колхоза «Восход», отделение связи, неполная средняя школа, библиотека и магазин.
До 2005 года деревня являлась центром упразднённого в настоящее время Баевского сельского округа, с 2005 входит в состав Западнодвинского сельского поселения.

## География
Деревня расположена в северо-восточной части района, через Баево проходит автомобильная дорога 28К-0295 Западная Двина — Жарковский. Расстояние до Западной Двины составляет 7,5 км. Ближайший населённый пункт — деревня Барлово.

## Улицы
Уличная сеть деревни представлена пятью улицами:
- ул. Дорожная
- ул. Луговая
- ул. Никопольская
- ул. Центральная
- ул. Школьная

## Население
| 2010 |
| ---- |
| 128  |

В 2002 году население деревни составляло 174 человека.
Национальный состав
Согласно результатам переписи 2002 года, в национальной структуре населения русские составляли 96 % от жителей.

## Достопримечательности
- В деревне находится фигура солдата на братской могиле жертв ВОВ[10]. Установлен в 1970 году. Захоронение является памятником истории регионального значения[11].